# Gerardo Vargas Varela
Gerardo Vargas Varela (Turrialba, 12 de septiembre de 1960) es un ex sacerdote católico y político costarricense, diputado de la Asamblea Legislativa por Limón para el período 2014-2018 por el partido Frente Amplio y jefe de fracción.
Cursó la primaria en la Escuela Palomo de Santa Teresita y la secundaria en el Colegio Presbítero Enrique Menzel ambas de Turrialba para ingresar luego al Seminario Mayor de Paso Ancho. Obtuvo además un bachillerato en teología de la Universidad Católica.
Sacerdote de la Diócesis de Limón de 1987 a 2009, coordinador de la Pastoral Social, fundador y secretario del Foro Emaús y miembro de la Red de Defensa de los Derechos Humanos, Ambientales y Laborales. Fue candidato a diputado en las elecciones de 2010 por Limón. Vicepresidente del Comité Ejecutivo Nacional del Frente Amplio, asambleísta nacional y asesor parlamentario del diputado José María Villalta de 2010 a 2014.